# Rétszilas alsó megállóhely
Rétszilas alsó megállóhely egy Fejér vármegyei vasúti megállóhely Sárbogárd város Rétszilas nevű, különálló településrészében, a MÁV üzemeltetésében.
A városrész belterületének déli részén helyezkedik el, közvetlenül a 63-as főút vasúti keresztezése mellett, nagyságrendekkel közelebb a lakott területekhez, mint a község másik vasúti megállási pontja, a vasútforgalmilag magasabb rangú, ám szinte minden lakott helytől távol eső Rétszilas vasútállomás.

## Vasútvonalak
A megállóhelyet az alábbi vasútvonalak érintik:
- Mezőfalva–Rétszilas-vasútvonal

## Kapcsolódó állomások
A megállóhelyhez az alábbi állomások vannak a legközelebb:
- Alap megállóhely (Mezőfalva–Rétszilas-vasútvonal)
- Rétszilas vasútállomás (Mezőfalva–Rétszilas-vasútvonal)

## Forgalom
| Járat | Útvonal | Gyakoriság |
| ----- | --- | ---------- |
| S431  | Dunaújváros – Újvenyim – Mezőfalva – Nagykarácsony felső – Nagykarácsony – Alap – Rétszilas alsó – Rétszilas – Sáregres – Simontornya | Napi 2 pár |
| S432  | Dunaújváros – Újvenyim – Mezőfalva – Nagykarácsony felső – Nagykarácsony – Alap – Rétszilas alsó – Rétszilas – Cece                   | Napi 3 pár |